# Єрмакова Оксана Вікторівна
Оксана Вікторівна Єрмакова (нар. 31 березня 1970) — українська футболістка та арбітр.

## Кар'єра гравчині
Футбольну кар'єру розпочала в полтавському "Колосі" 1986 році. У 1989 році грала за харківський "Дебют1899", потім була киргизька "Азалія", а після розпаду Радянського союзу донецькі [[«Текстильнику»]" Рось"ЦПОР-Донеччанка|], а потім у 1999 році "Лада" Тольятті. У чемпіонаті України дебютувала 1993 року. У команді відіграла 7 сезонів. П'ятиразова чемпіонка України та чотириразова володарка кубку країни. У Вищій лізі чемпіонату України зіграла 451 матч та відзначилася 20-ю голами. По завершенні сезону 1999 року залишила «Донеччанку» та перейшла до футбольного клубу "Лада" Тольятті. У 2001 році повернулася до Полтави та грала за "Колос" Полтава, а потім у футзал за "Ніку".
У сезоні 2001 року зіграла 6 матчів та відзначилася 1 голом у чемпіонаті України за полтавський «Колос». По завершенні сезону закінчила футбольну кар'єру.

## Кар'єра арбітра
Після невеликої паузи розпочала кар'єру футбольного арбітра (лайнсвумен). В цій іпостасії дебютувала 7 квітня 2004 року в поєдинку «Динамо-3» (Київ) - «Чорногора» (Івано-Франківськ) (0:1). Обслуговувала 76 матчів. Останнім поєдинком у суддівській кар'єрі Оксани став матч «Шахтар» (Свердловськ) - «Олком» (Мелітополь) (27 червня 2008 року, 2:1). По завершенні суддівської кар'єри почала працювати спостерігачем арбітражу від ФФУ у жіночому чемпіонаті України.

## Досягнення
«Донеччанка»
- Вища ліга чемпіонату України
  -  Чемпіон (5): 1994, 1995, 1996, 1998, 1999
  -  Бронзовий призер (1): 1997

- Кубок України
  -  Володар (4): 1994, 1996, 1998, 1999
  -  Фіналіст (2): 1995, 1997